# Sebastian Sturm

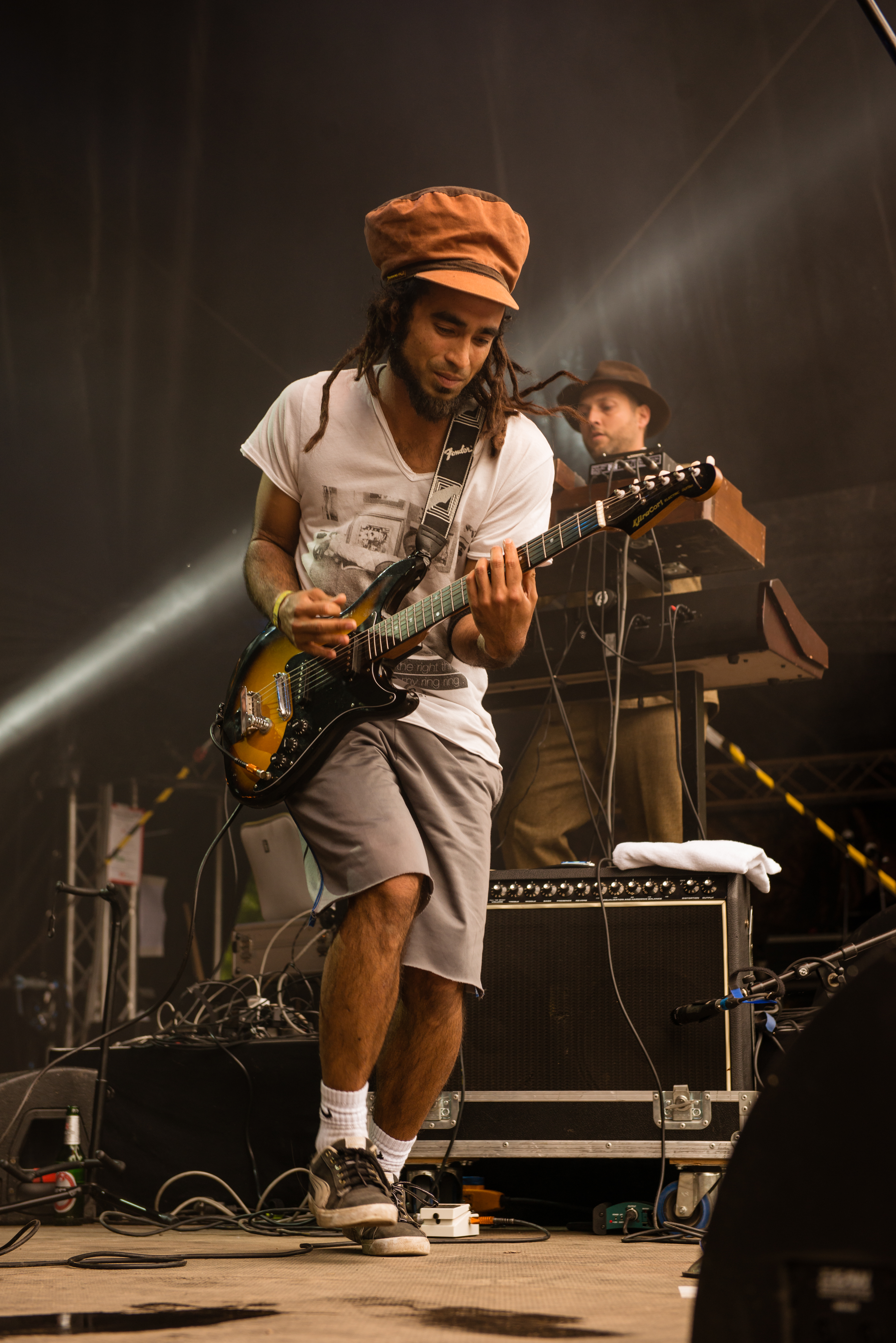
Sebastian Sturm beim Ruhr Reggae Summer 2014

Sebastian Sturm (* 1980 in Aachen) ist ein deutscher Reggae-Musiker.

## Leben
Geboren wurde er 1980 als Sohn einer indonesischen Mutter und eines deutschen Vaters und wuchs in Eschweiler im Dreiländerdreieck von Holland, Belgien und Deutschland auf. Mit 14 Jahren gründete er seine erste Punkband, entdeckte im Laufe der Zeit aber immer mehr seine Liebe zum Reggae. Er trat in den Dancehalls auf, gründete die Reggae-Band Jogit Beat und gelangte so zu Bekanntheit in der Reggae- und Dancehallszene des Dreiländerecks.
Nach der Auflösung seiner alten Band Jogit Beat im Jahr 2005 begann seine Zusammenarbeit mit der Reggae-Band JIN JIN. Sein drittes Album ist 2011 unter dem Titel Get up & Get going bei Rootdown Records erschienen. Begleitet wird er auf dem Album von seiner Band Exile Airline, die unter anderem aus Mitgliedern der JIN JIN-Band bestand. In der aktuellen Besetzung spielt Sebastian Sturm mit Joonas Lorenz (Keyboards), Shadi Heinrich (Gitarre), Christian Golz (Bass) und Tobias Pötsch (Schlagzeug).
Im Jahr 2018 tourte er gemeinsam mit Dellé, Ganjaman, Jahcoustix und der Backing Band Klub Kartell durch Deutschland, Österreich und die Schweiz.
Musikalisch wird Sebastian Sturm dem Roots-Reggae zugeordnet. Er singt ausschließlich auf Englisch. In Frankreich ist er sogar bekannter als in D-A-CH, da er dort mehrfach als Vorgruppe voll etablierter Bands wie Danakil landesweit tourte. Für das vierte Album A Grand Day Out arbeitete er mit den jamaikanischen Co-Producern Sam Clayton Jr. und Stephen Stewart. Seit dem fünften Album The Kingston Session (2015) ist der Bandname offiziell Sebastian Sturm & Exile Airline.
Im März 2021 veröffentlichte er sein neuestes Album Echoes, zunächst auf Streamingplattformen. Mitwirkende Musiker waren Dellé, Jahcoustix, Catrin Groth, Hene Marheineke, Dr. Ring-Ding, Diedel Klöver und Tom Bennecke.

## Diskografie

### Alben
- 2006: This Change Is Nice (Rubin Rockers)
- 2008: One Moment In Peace (Rubin Rockers)
- 2011: Get Up & Get Going (Rootdown)
- 2013: A Grand Day Out (Rootdown)
- 2015: The Kingston Session (Rootdown)
- 2018: #MeToo (Rootdown)
- 2021: Echoes (Rubin Rockers)

### Singles
- 2006: Time to Say No
- 2006: Without a Trace
- 2007: Back Among the Living
- 2011: Get Going